# John Y. Brown (1835–1904)

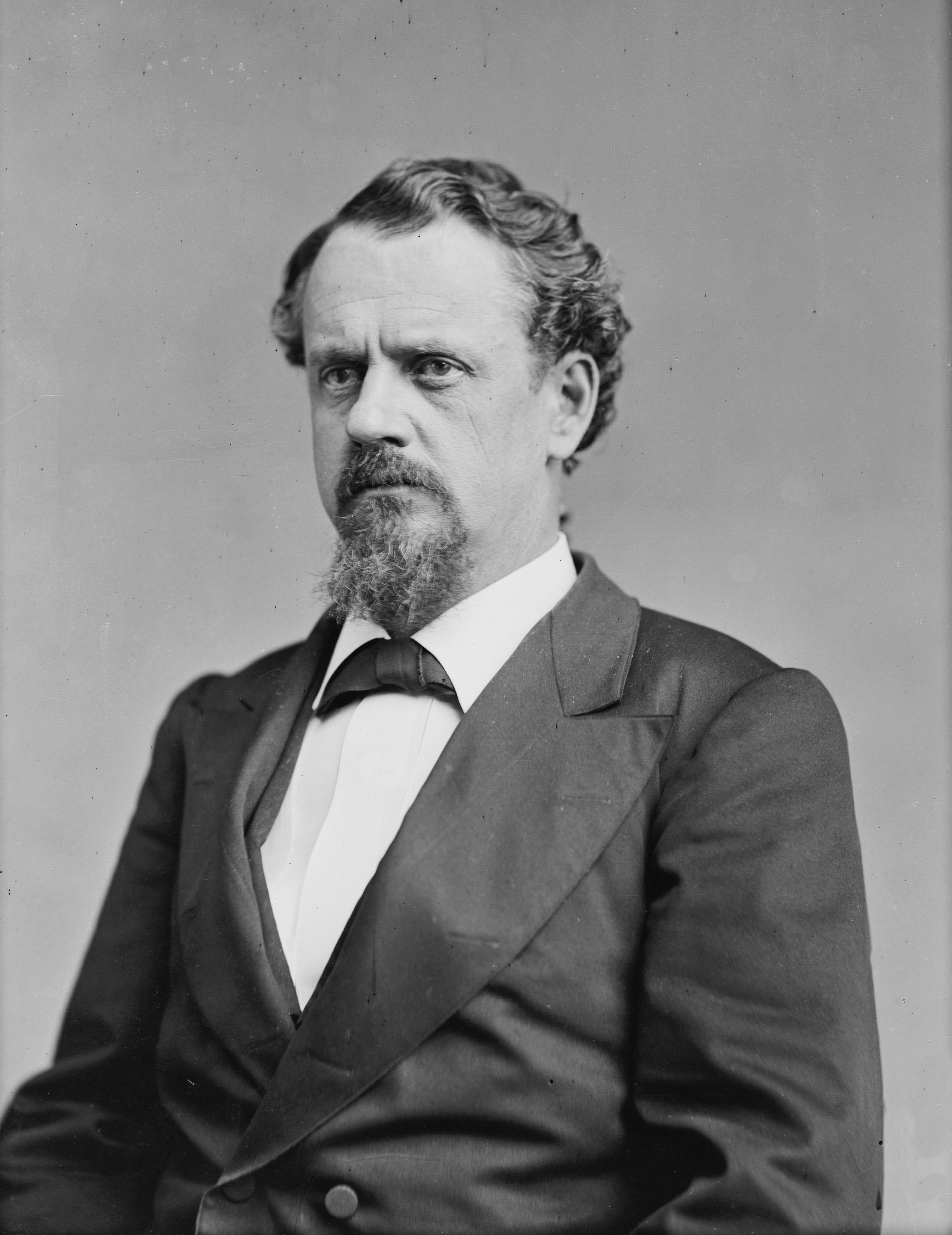
John Y. Brown 1835-1904 - Brady-Handy

John Young Brown, född 28 juni 1835 i Hardin County, Kentucky, död 11 januari 1904 i Henderson, Kentucky, var en amerikansk politiker (demokrat). Han var ledamot av USA:s representanthus 1859–1861 och 1873–1877. Han var guvernör i Kentucky 1891–1895.
Brown utexaminerades 1855 från Centre College och studerade sedan juridik. Mellan 1859 och 1861 representerade han Kentuckys femte distrikt i representanthuset men deltog inte i praktiken i kongressens arbete innan han sommaren 1860 fyllde 25 år, det vill säga den ålder som konstitutionen kräver av en ledamot av representanthuset. Brown hade själv protesterat mot sin nominering i och med att han inte var tillräckligt gammal.
I kongressvalet 1866 valdes Brown igen in i representanthuset men tilläts inte tillträda den gången, eftersom han inte bedömdes vara lojal mot unionen. Mandatet förklarades vakant i stället. Brown gjorde sedan comeback i kongressvalet 1872 med omval år 1874. I februari 1875 tillrättavisade kongressen honom för ett språkbruk opassande för en parlamentariker. Brown hade kritiserat republikanen Benjamin F. Butler i häftiga ordalag. Butler förespråkade medborgerliga rättigheter för svarta, något som Brown var emot.
Brown efterträdde 1891 Simon Bolivar Buckner som Kentuckys guvernör och efterträddes 1895 av William O'Connell Bradley. Under Browns tid som guvernör var lynchningar ofta förekommande i Kentucky.
Presbyterianen Brown avled 1904 och gravsattes på Fernwood Cemetery i Henderson.